# Psectrosciara novoguiniensis
Psectrosciara novoguiniensis är en tvåvingeart som beskrevs av Oswald Duda 1928. Psectrosciara novoguiniensis ingår i släktet Psectrosciara och familjen dyngmyggor. Inga underarter finns listade i Catalogue of Life.